# Józef Wysocki (duchowny)
Józef Wysocki (ur. 17 października 1940 w Jartyporach) – polski duchowny rzymskokatolicki, doktor nauk teologicznych, biskup pomocniczy warmiński w latach 1989–1992, biskup pomocniczy elbląski w latach 1992–2015, od 2015 biskup pomocniczy senior diecezji elbląskiej.

## Życiorys
Urodził się 17 października 1940 w Jartyporach. W 1959 złożył egzamin dojrzałości w Technikum Torfowym w Elblągu. W latach 1959–1965 odbył studia filozoficzno-teologiczne w Wyższym Seminarium Duchownym „Hosianum” w Olsztynie. Święceń prezbiteratu udzielił mu 13 czerwca 1965 w konkatedrze św. Jakuba w Olsztynie biskup Tomasz Wilczyński, delegat prymasa Polski z uprawnieniami biskupa rezydencjalnego w Olsztynie. W latach 1975–1979 odbył studia magisterskie w Instytucie Studiów nad Rodziną Akademii Teologii Katolickiej w Łomiankach. Doktorat z teologii praktycznej małżeństwa i rodziny uzyskał w 1986 na Wydziale Teologicznym Akademii Teologii Katolickiej w Warszawie na podstawie dysertacji Pastoralne aspekty paschalnych obrzędów domowych współczesnej rodziny polskiej, której promotorem był biskup Kazimierz Majdański.
Jako wikariusz pracował kolejno w parafiach: św. Brunona w Bartoszycach (1965–1970), katedralnej św. Jakuba w Olsztynie (1970–1975), św. Brunona w Giżycku (1975–1978) i Najświętszego Serca Pana Jezusa w Olsztynie (1979–1981), gdzie jednocześnie był wikariuszem-współpracownikiem parafii Chrystusa Odkupiciela Człowieka w Olsztynie. W latach 1981–1983 pełnił funkcje administratora (proboszcza) parafii św. Jana Chrzciciela w Bartoszycach i kapelana miejscowego zakładu karnego. Następnie w latach 1983–1992 był proboszczem parafii św. Wojciecha w Ełku, w latach 1983–1989 piastował ponadto stanowisko dziekana dekanatu Ełk.
W 1970 został członkiem diecezjalnej rady duszpasterskiej. W 1986 objął urząd wikariusza biskupiego dla wschodnich terenów diecezji warmińskiej (wikariat ełcki). W 1987 został członkiem diecezjalnej rady ds. ekonomicznych i przewodniczącym diecezjalnej komisji ds. rodzin. Zorganizował i pełnił funkcję dyrektora Teologicznego Studium Małżeństwa i Rodziny w Ełku. W 1986 otrzymał godność szambelana papieskiego.
6 kwietnia 1989 papież Jan Paweł II mianował go biskupem pomocniczym diecezji warmińskiej ze stolicą tytularną Praecausa. Święcenia biskupie otrzymał 29 kwietnia 1989 w bazylice katedralnej Wniebowzięcia Najświętszej Maryi Panny we Fromborku. Udzielił mu ich kardynał Józef Glemp, prymas Polski, z towarzyszeniem Kazimierza Majdańskiego, biskupa diecezjalnego szczecińsko-kamieńskiego, i Edmunda Piszcza, biskupa diecezjalnego warmińskiego. Jako zawołanie biskupie przyjął słowa „Scio cui credidi” (Wiem, komu zawierzyłem). 20 kwietnia 1989 objął w diecezji urząd wikariusza generalnego. Ponadto w kurii biskupiej pełnił funkcje przewodniczącego wydziału duszpasterskiego i diecezjalnej rady ds. rodziny.
25 marca 1992 został przeniesiony na urząd biskupa pomocniczego nowo ustanowionej diecezji elbląskiej. Tego samego dnia objął funkcję wikariusza generalnego diecezji. W 1992 wszedł w skład kolegium konsultorów. Objął funkcję przewodniczącego Komisji ds. II Ogólnopolskiego Synodu Plenarnego w diecezji elbląskiej. Ponadto był dyrektorem Diecezjalnego Domu Formacyjnego Rodzin w Stagniewie. W 1993 został prepozytem kapituły katedralnej w Elblągu. 31 października 2015 papież Franciszek przyjął jego rezygnację z obowiązków biskupa pomocniczego elbląskiego.
W Wyższym Seminarium Duchownym w Olsztynie prowadził wykłady z teologii praktycznej małżeństwa i rodziny, w Wyższym Seminarium Duchownym w Elblągu z teologii pastoralnej, a w Pomezańskim Kolegium Teologicznym z pedagogiki rodziny. Założył i objął stanowisko redaktora naczelnego czasopism katolickich „Martyria” i „Wspólnota. Aby stanowili jedno”.
W ramach Konferencji Episkopatu Polski został członkiem Komisji Misyjnej, Komisji ds. Duszpasterstwa Rodzin i Rady ds. Rodziny.